# Josef Skalník
Josef Skalník (ur. 30 marca 1958 w Novym Měscie) – czeski biathlonista reprezentujący Czechosłowację. W Pucharze Świata zadebiutował 16 lutego 1980 roku w Lake Placid, gdzie zajął 42. miejsce w biegu indywidualnym. Pierwsze punkty wywalczył 14 stycznia 1982 roku w Egg, zajmując 18. miejsce w tej samej konkurencji. Nigdy nie stanął na podium indywidualnych zawodów PŚ. Najlepsze wyniki osiągnął w sezonie 1981/1982. W 1981 roku wystąpił na mistrzostwach świata w Lahti, gdzie zajął 26. miejsce w biegu indywidualnym, 42. miejsce w sprincie i siódme miejsce w sztafecie. Był też między innymi szósty w sztafecie podczas mistrzostw świata w Mińsku w 1982 roku i mistrzostw świata w Anterselvie rok później. W 1980 roku wystartował na igrzyskach olimpijskich w Lake Placid, gdzie zajął 42. miejsce w biegu indywidualnym i jedenaste w sztafecie. W 1979 roku zdobył brązowy medal w sztafecie podczas MŚJ w Ruhpolding.

## Osiągnięcia

### Igrzyska olimpijskie
| Rok  | Miejscowość | Konkurencje | Konkurencje | Konkurencje | Konkurencje | Konkurencje | Konkurencje | Konkurencje |
| Rok  | Miejscowość | IN          | SP          | PU          | MS          | RL          | MR          | SR          |
| ---- | ----------- | ----------- | ----------- | ----------- | ----------- | ----------- | ----------- | ----------- |
| 1980 | Lake Placid | 42.         | –           | nd.         | nd.         | 11.         | nd.         | –           |

### Mistrzostwa świata
| Rok  | Miejscowość | Konkurencje | Konkurencje | Konkurencje | Konkurencje | Konkurencje | Konkurencje | Konkurencje |
| Rok  | Miejscowość | IN          | SP          | PU          | MS          | RL          | MR          | SR          |
| ---- | ----------- | ----------- | ----------- | ----------- | ----------- | ----------- | ----------- | ----------- |
| 1981 | Lahti       | 26.         | 42.         | nd.         | nd.         | 7.          | nd.         | –           |
| 1982 | Mińsk       | 23.         | 25.         | nd.         | nd.         | 6.          | nd.         | –           |
| 1983 | Anterselva  | 36.         | –           | nd.         | nd.         | 6.          | nd.         | –           |

### Puchar Świata

#### Miejsca w klasyfikacji generalnej
| Sezon     | Miejsce |
| --------- | ------- |
| 1979/1980 | -       |
| 1980/1981 | -       |
| 1981/1982 | ?       |
| 1982/1983 | -       |
| 1983/1984 | -       |

#### Miejsca na podium chronologicznie
Skalník nigdy nie stanął na podium indywidualnych zawodów PŚ.